# Lliga dels Pirineus d'handbol masculina 2011
La Lliga dels Pirineus d'handbol masculina 2011 fou la quinzena de la competició. Se celebrà el 7 de setembre de 2011 al Pavelló del Nord de Sabadell i fou organitzada per la Federació Catalana d'Handbol. En aquesta edició, només participaren dos equips catalans, el FC Barcelona Intersport i el Fraikin BM Granollers, i cap de la Ligue du Languedoc-Roussillon de Handball. La competició fou retransmesa en directe pel canal Esport3.
Es proclamà campió el FC Barcelona Intersport, que guanyà la final per 38 a 26. Individualment, destacaren Juanín García, amb 10 gols, per part blaugrana, i Del Arco i Grundsten, amb 4 gols respectivament, per part granollerina.

## Quadre de competició
|  | Final                   |    |
|  |                         |    |
|  | 7 de setembre 21:00 CET |    |
|  |                         |    |
|  | FC Barcelona            | 38 |
|  | FC Barcelona            | 38 |
|  | Fraikin BM Granollers   | 26 |
|  | Fraikin BM Granollers   | 26 |

## Final
| 7 de setembre de 2011 21:00 CET | FC Barcelona Intersport | 38-26   | Fraikin BM Granollers | Pavelló del Nord, Sabadell Àrbitres: Marín i García |
| 7 de setembre de 2011 21:00 CET | Juanín 10               | (19-15) | Del Arco, Grundsten 4 | Pavelló del Nord, Sabadell Àrbitres: Marín i García |
| 7 de setembre de 2011 21:00 CET | 1×                      | Notícia |                       | Pavelló del Nord, Sabadell Àrbitres: Marín i García |

| FC Barcelona Intersport | Fraikin BM Granollers |

| #            | Pos.  | Nom              | G  |                                       |
| ------------ | ----- | ---------------- | -- | ------------------------------------- |
|              | POR   | Sjöstrand        | 0  |                                       |
|              |       | Víctor Tomàs     | 2  |                                       |
|              |       | Daniel Sarmiento | 2  |                                       |
|              |       | Ugalde           | 7  |                                       |
|              |       | Nagy             | 3  |                                       |
|              |       | Aguirrezabalaga  | 6  |                                       |
|              |       | Oneto            | 3  | number 2 in light blue rounded square |
|              | POR   | Danijel Šarić    | 0  |                                       |
|              |       | Juanín García    | 10 |                                       |
|              |       | Noddesbo         | 1  |                                       |
|              |       | Raúl Entrerríos  | 1  |                                       |
|              |       | Sorhaindo        | 0  | 22'                                   |
|              |       | Jernemyr         | 0  |                                       |
|              |       | Rocas            | 1  |                                       |
|              |       | Viran Morros     | 1  |                                       |
|              |       | Igropulo         | 2  |                                       |
| Total        | Total | Total            | 38 |                                       |
| Entrenador   |       |                  |    |                                       |
| Xavi Pascual |       |                  |    |                                       |

| Campió de la Lliga dels Pirineus 2011 |
| ------------------------------------- |
| FC Barcelona Intersport Dotzè títol   |

| #              | Pos.  | Nom                     | G  |  |
| -------------- | ----- | ----------------------- | -- |  |
|                | POR   | Gonzalo Pérez de Vargas | 0  |  |
|                |       | Blanxart                | 1  |  |
|                |       | Del Arco                | 4  |  |
|                |       | Resina                  | 2  |  |
|                |       | Reznicek                | 3  |  |
|                |       | Chispi                  | 2  |  |
|                |       | Grundsten               | 4  |  |
|                | POR   | Arguillas               | 0  |  |
|                |       | Malasinskas             | 1  |  |
|                |       | Raigal                  | 2  |  |
|                |       | Campos                  | 1  |  |
|                |       | Reixach                 | 2  |  |
|                |       | Nenadic                 | 3  |  |
|                |       | Félez                   | 1  |  |
| Total          | Total | Total                   | 26 |  |
| Entrenador     |       |                         |    |  |
| Manolo Cadenas |       |                         |    |  |